# No Matter What (T.I.)
No Matter What is de eerste single van Paper Trail, het zesde studioalbum van de Amerikaanse rapper T.I.. Het nummer werd uitgebracht op 29 april 2008 door het platenlabel Grand Hustle/Atlantic. Het nummer werd genomineerd voor een MTV Video Music Awards in 2008. No Matter What behaalde de 72e positie in de Billboard Hot 100.

## Hitlijsten
| Hitlijst (2007-2008)                  | Hoogste positie |
| ------------------------------------- | --------------- |
| Canadian Hot 100                      | 66              |
| U.S. Billboard Hot 100                | 72              |
| U.S. Billboard Hot R&B/Hip-Hop Songs  | 42              |
| U.S. Billboard Hot Rap Tracks         | 17              |
| U.S. Billboard Mainstream R&B/Hip-Hop | 32              |
| U.S. Billboard Pop 100                | 58              |